# Mesocricetus auratus
Hamster vàng (Mesocricetus auratus) là một loài động vật có vú trong họ Cricetidae, bộ Gặm nhấm. Loài này được Waterhouse mô tả năm 1839. Số cá thể của loài này đang giảm do mất nơi sống dưới tác động của hoạt động nông nghiệp. Tuy nhiên, các chương trình nuôi chúng đã được thực hiện nhằm cung cấp vật nuôi trong nhà và dùng làm thí nghiệm khoa học.

## Hình ảnh

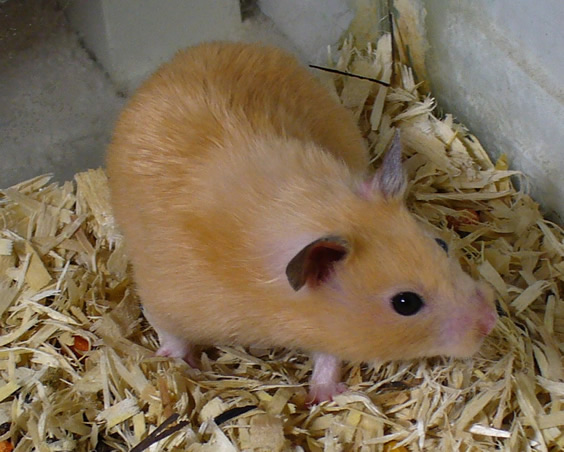
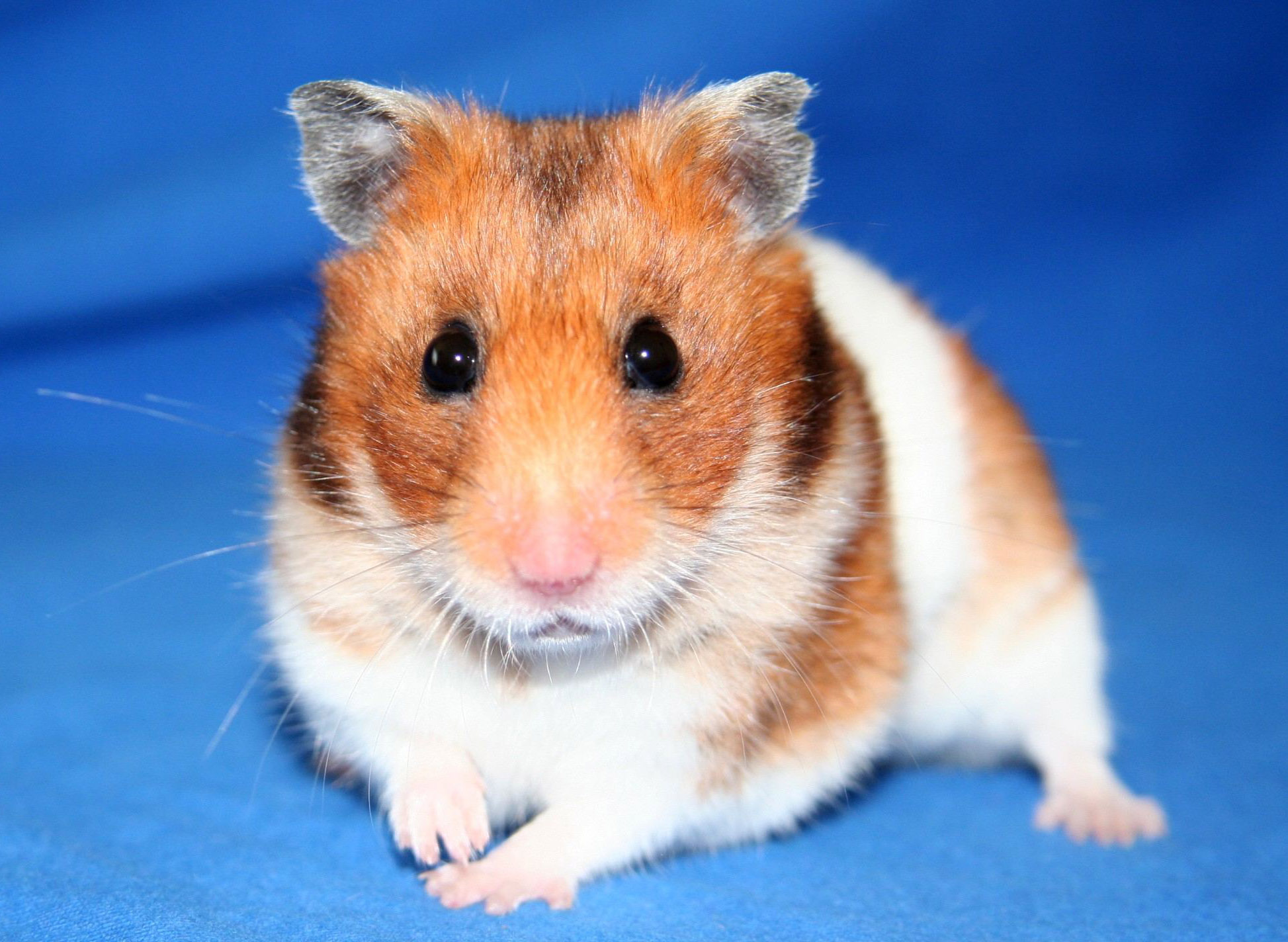
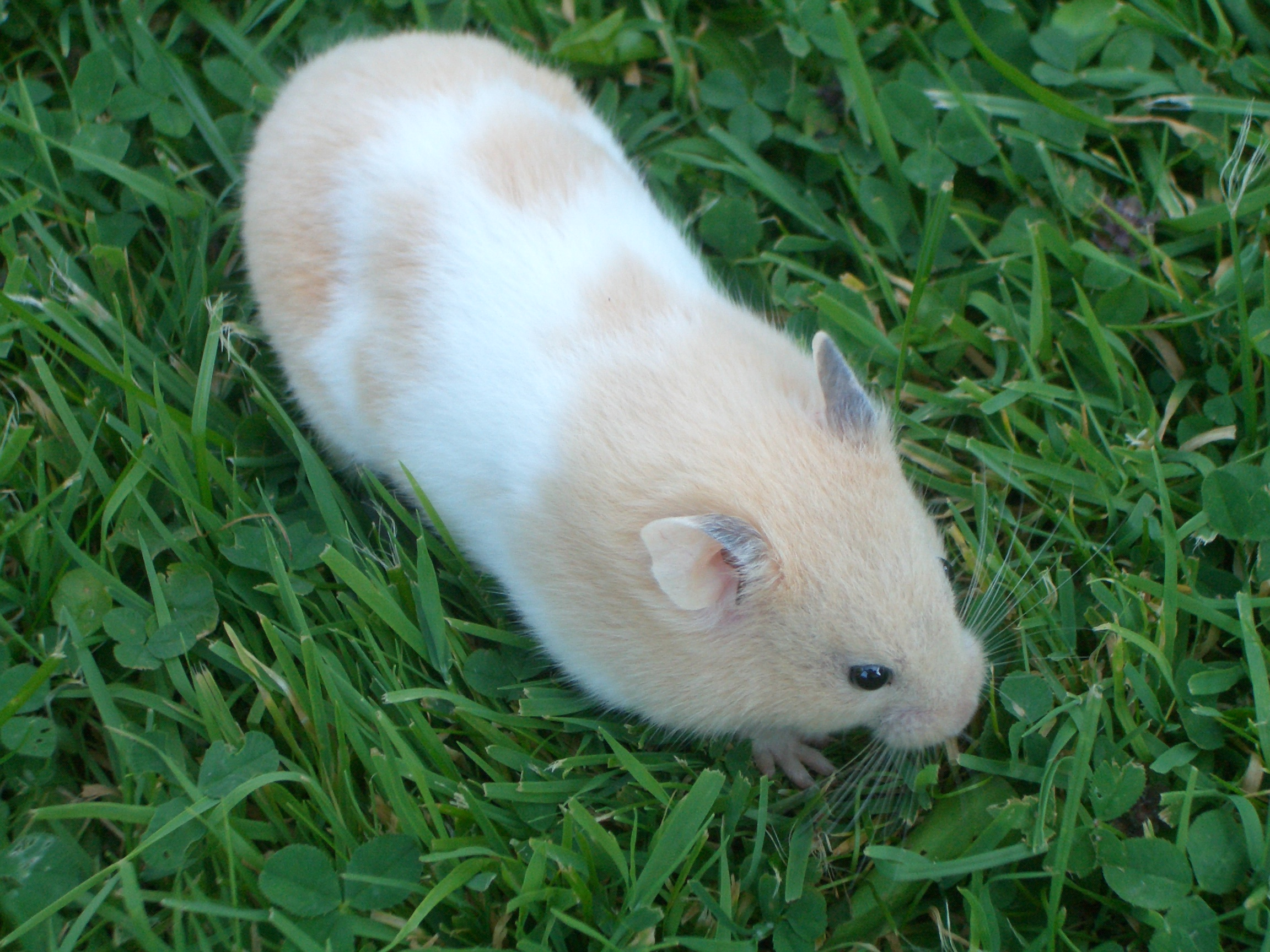